# Eliška Machová
Eliška Machová (někdy též Alžběta Machová; 2. listopadu 1858 Brno – 4. března 1926 Brno-Černovice) byla moravská učitelka, průkopnice ženského vzdělávání na Moravě, spoluzakladatelka Vesniných škol v Brně a spolku Ženská útulna pro dívky v Brně.

## Mládí
Její otec byl tkalcovským mistrem. Po absolvování obecné školy studovala na Ústavu učitelek v Brně, který ukončila roku 1877. Další čtyři roky učila v Kunštátě.

## Činnost
V roce 1882 se přihlásila do Vesny v Brně. Po třech letech se zde stala jednatelkou a prosazovala přijetí Františka Mareše za ředitele Vesniných škol. Podílela se na budování dalších škol, jejich budov, získávání pedagogů a zřizování internátů. Peníze získávala dobročinnými bazary či tzv. Jarní pomlázkou v brněnském Besedním domě, od členek Vesny, zámožnějších žáků atd. V roce 1898 se jí podařilo spojit ženské spolky do Moravskoslezské organizace ženské. Roku 1902 odešla do Kateřinek u Opavy, kde založila po vzoru Vesny českou hospodyňskou školu. Od roku 1908 působila v Praze. Pak se vrátila do Brna a do Vesny.
Eliška Machová byla představitelkou generace žen vstupujících do veřejného prostoru v 80. letech 19. století. Hlavní ženskou rolí žen, tedy mateřstvím, se ženské organizace té doby, např. Moravskoslezská organizace ženská (dále MSOŽ) zaštiťovaly i při vstupu do společenského prostoru.
Na posunu obrazu ženy nejen jako matky měla E. Machová velké zásluhy.
Podle Elišky Machové, jejíž názory souzněly s její vrstevnicí a přítelkyní Eliškou Krásnohorskou v tradičnějších názorech na veřejné uplatnění žen, se feministické cíle neslučovaly s její vizí ženského hnutí, totiž "s probouzením žen z nevědomosti a netečnosti".
V roce 1899 byla založena v Brně Ženská útulna jako hospic pro nezaměstnané a přestárlé ženy, a také jako sirotčinec. Zázemí Ženské útulny pak bylo využito k administraci prvního ženského periodika na Moravě s názvem Věstník organizační, jehož účelem bylo stmelení všech moravských ženských spolků jakožto paralely pražského Ústředního spolku českých žen.
Počátkem roku 1901 spolupracovala E. Machová s prostějovskou frakcí strany Lidové a účastnila se aktivně předvolebních setkání. kde výrazně převažovaly ženy. Nebylo však manifestováno za požadavky feministické, nýbrž E. Machová vyzývala k přihlášení se žen k národu a plnění rodinných povinností, čímž byly myšleny výchovně-vzdělávací kompetence.
K osobě Elišky Machové přistupovaly historičky jako k představitelce školy Vesna, což byly její pozdější aktivity.
Z historických pramenů pohledu na osobu Elišky Machové je zřejmé, že se vždy jednalo o její první impulzy, a pak předávala kompetence jiným osobám.
Zemřela v roce 1926 ve věku 67 let v brněnském ústavu choromyslných v Černovicích. Pohřbena je na hřbitově v Brně-Králově Poli.

## Galerie

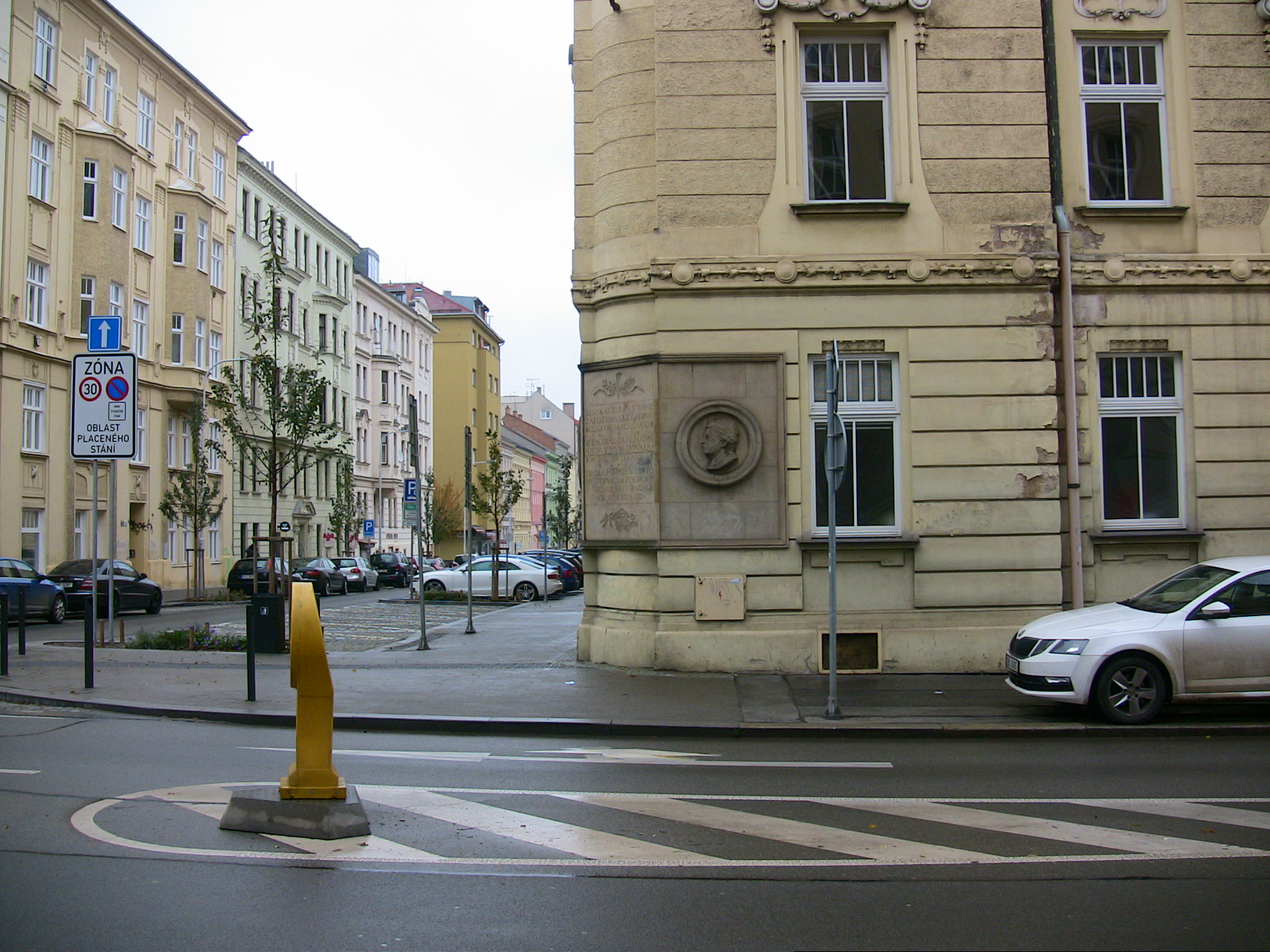
Roh ulice Úvoz a Gorkého, kde je umístěná pamětní deska Elišky Machové. V budově je nyní Domov mládeže pro středoškolské studenty.
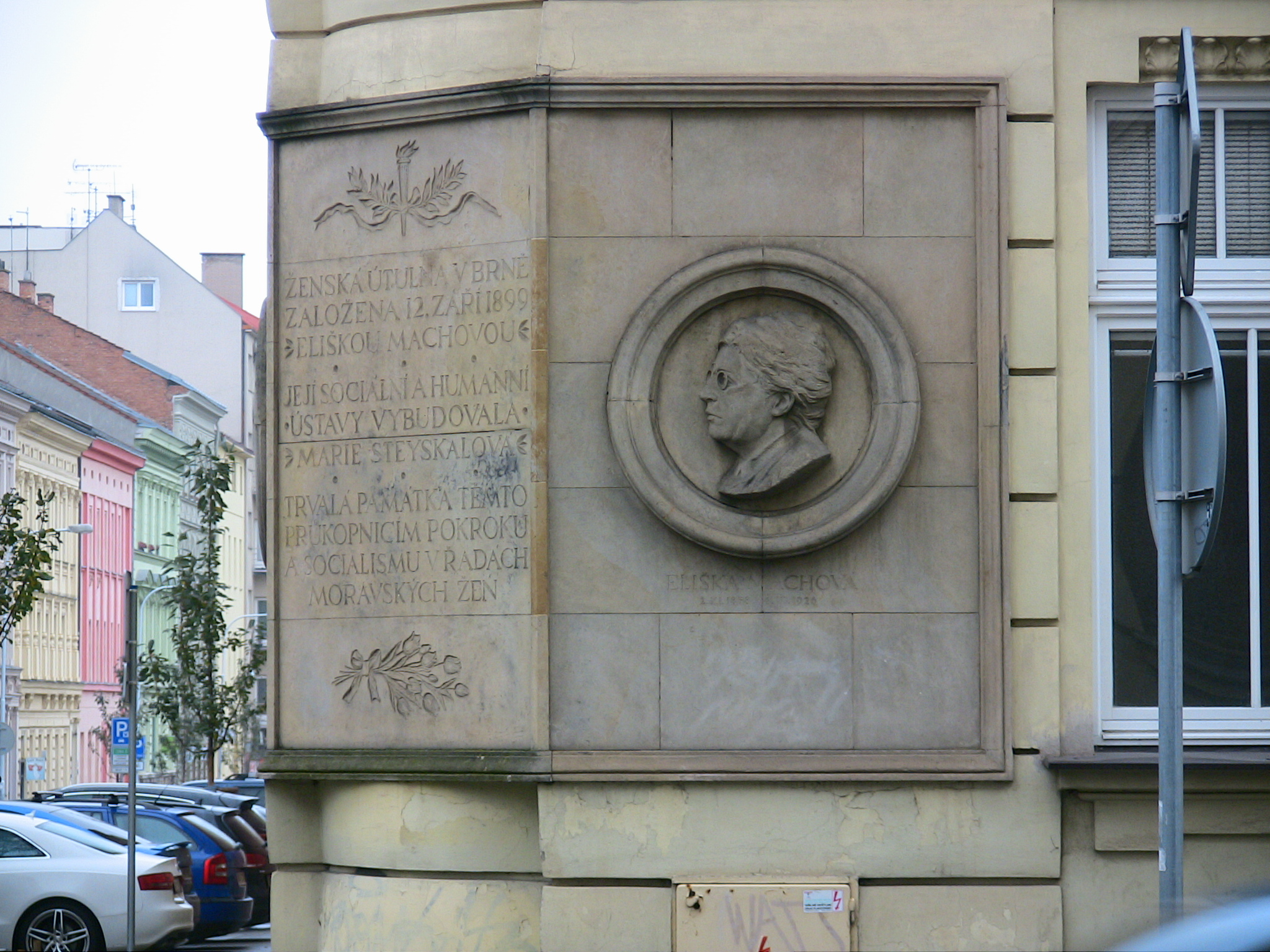
Pamětní deska
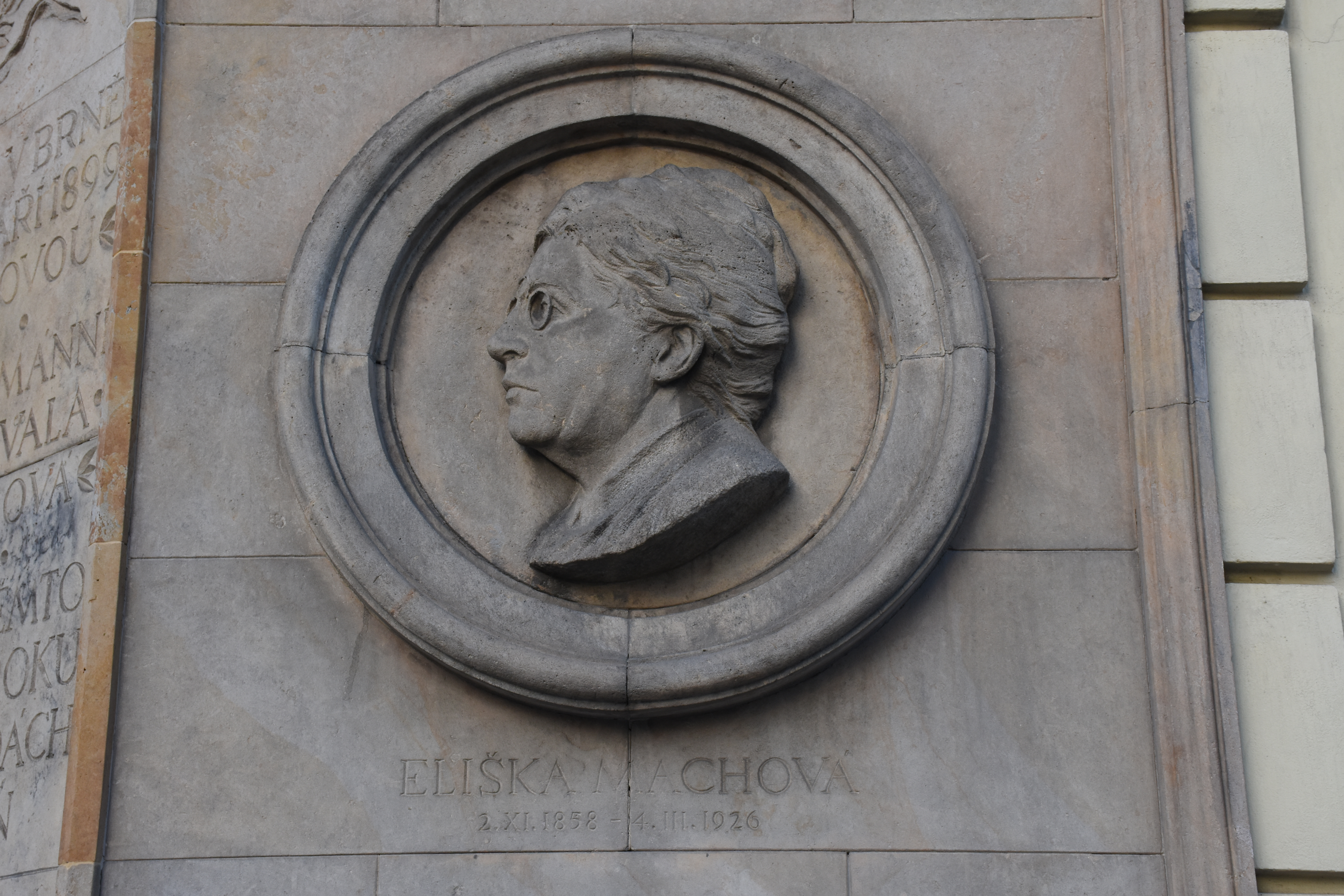
Pamětní deska ženské útulny na rohu ulic Úvoz a Gorkého v Brně